# Krepumkateyê
Os Krepumkateyê, ou Kreepym-Katejê, ou ainda Timbira-Krepumkateyê, são um grupo indígena que habita o centro do estado Maranhão,
Vivem na Terra Indígena Geraldo Toco Preto, nos municípios de Arame e Itaipava do Grajaú.

## Denominação
O nome Krepumkateyê pode ter origem em Krepum, nome próprio de um lago, e pode ser que se refira a um lugar onde as emas desovam, a partir de kre (ovo) e pum (cair).
Os Krepumkateyê falam a língua Timbira, tronco macro- jê e o português e tem relações interétnicas mais estreitadas como os Tenetehara,e Gavião Pyhcop'catiji( outro sub-grupo Timbira) estando classificados no conjunto dos povos timbiras, do tronco macro-jê. 
Os Timbira, por sua vez, se dividem entre os ocidentais na margem esquerda do rio Tocantins (Apinajé, no Tocantins) e orientais na margem direita do rio Tocantins (Gavião Parakateyê no Pará; Gavião Pukobyê, Krikati, Canela, Krenyê, Krepumkateyê, no Maranhão; Krahô, no Tocantins).

## História
Não há um consenso na literatura sobre a origem dos Krepumkateyê.
O etnólogo Nimuendaju aponta que os Krepumkateyê seriam descendentes dos Caracategés (Carakateyes) do alto rio Grajaú. Este povo aparece em informações documentais de 1851, num local conhecido como Desordem.
Em outra teoria, os Kukoikateyê seriam os atualmente autodenominados como Krepumkateyê da Terra Indígena Geralda Toco Preto.
Nimuendajú classificava como Timbiras Orientais do Norte os povos que viviam nos cursos inferiores dos rios Mearim e Pindaré, no Maranhãoː Krenyê de Bacabal, Kukoikateyê e Pobzé. Os Timbiras Orientais do Sul eram os povos que, no início do século XIX, ocupavam o entre curso dos rios Mearim e Tocantins (Krepumkateyê, Krorekamekrá e Põrekamekrá), e o entre curso dos rios Mearim e Itapicuru (Krahô, Kenkateyê, Apanyekrá, Canela e Txokamekrá).
Os povos Timbiras Orientais do Norte foram aldeados na colônia de Leopoldina, os Kukoikateyê juntamente aos Krenyê de Bacabal e aos Pobzé, até serem atingidos por uma febre epidêmica em 1855, o que provocou mortes e sua dispersão.
Uma parte dos Krenyê teria sido incorporada a partir do século XX pelos Kukoikateyê.
O povo Krepumkateyê esteve ameaçado por epidemias nas décadas de 1940 e 1950, exploração do trabalho e perda territorial em razão da expansão agrícola, o que provocou a sua dispersão. Sua continuidade étnica foi possível por meio de casamentos interétnicos com teneteharas e regionais.
Os Krenyê e os Krepumkateyê foram durante bastante tempo conhecimentos genericamente como Timbiras.

### Terra Indígena Geralda Toco Preto
Em 1986, foi demarcada a Terra Indígena Geralda Toco Preto. Homologada em 1994.
A Terra Indígena Geralda Toco Preto é dividida em quatro aldeias; Severino, Geralda Toco Preto, Esperança e Bonita.